# غاريت كوشران
غاريت كوشران (بالإنجليزية: Garrett Cochran)‏ هو لاعب كرة قاعدة أمريكي، ولد في 26 أغسطس 1876 في Driftwood, Pennsylvania ‏ في الولايات المتحدة، وتوفي في 8 يوليو 1918.